# شهرستان بوای
شهرستان بوآی (به لاتین: Bo'ai County) یک منطقهٔ مسکونی در چین است که در ژیاوزو واقع شده‌است.